# زالوگ
زالوگ (به صربی: Zalug) یک منطقهٔ مسکونی در صربستان است که در پریژپولجه واقع شده‌است. زالوگ ۱٬۰۴۷ نفر جمعیت دارد.